# H.Essers
H.Essers is een Belgische internationale logistieke dienstverlener. De onderneming is gevestigd aan de Transportlaan in de Limburgse stad Genk.

## Geschiedenis
H.Essers dankt zijn naam aan oprichter Henri Essers, die in 1928 begon met het transporteren van vee. In de jaren 1950 stapten Henri's zonen Noël en Jules mee in het bestuur.
In 2007 won het familiebedrijf de prijs Onderneming van het Jaar.
In maart 2013 werd Gert Bervoets CEO van H. Essers in navolging van Ivo Marechal. Tegelijkertijd werd Hilde Essers, dochter van Noël, mede-gedelegeerd bestuurder. Hilde Essers volgde haar vader in 2017 op als voorzitter van de raad van bestuur.
Het bedrijf realiseerde verschillende overnames, waaronder die van de Hessenatie Logistics in februari 2011, Centrum Transport Valkenswaard in 2004, KDL Trans uit Vilvoorde in augustus 2012, Neff & Steelexpress uit Schoten in mei 2014, de Duitse farmalogistieke dienstverlener Kammann in augustus 2015, transportbedrijf Verstaete uit Moorslede in april 2016, het Argentijnse transportbedrijf Tradelog in juli 2016, Hospital Logistics uit Leuven in juli 2016, chemiespecialist Huktra uit Brugge in februari 2018, de Franse specialist in vloeibare bulk Tank Management in september 2020, de Nederlandse Meeus Groep gespecialiseerd in chemielogistiek in december 2020, de Spaanse chemielogistieke dienstverlener Coral Transport & Logistics in oktober 2021 en het Nederlandse Verheul Transport in februari 2022.
In december 2020 werd bekendgemaakt dat H.Essers, gespecialiseerd in onder meer farmatransport, Comirnaty, het COVID-19-vaccin van Pfizer-BioNTech over heel Europa mag transporteren.

## Cijfers
In 2021 boekte H.Essers een omzet van 925 miljoen euro. Het bedrijf telt 1.355.000 m² magazijnruimte, een vloot van 1.440 trekkers en 3.816 trailers en heeft meer dan 6.960 medewerkers verdeeld over 85 vestigingen in 19 landen in West- en Oost-Europa.
H.Essers is sinds de sluiting van Ford Genk de grootste private werkgever in de provincie Limburg.

## Essersbos
Het bedrijf is ook bekend omwille van zijn uitbreidingsplannen, die worden gesteund door de stad Genk, de provincie Limburg en de Vlaamse overheid. Door deze uitbreiding zou 12 hectare beschermd bos verdwijnen. In januari 2016 trokken enkele natuurverenigingen en actiecomités waaronder Natuurpunt en de Bond Beter Leefmilieu naar de Raad van State om de beslissing van de Vlaamse Regering over het kappen van een aantal bomen rond het bedrijf aan te vechten. In februari 2017 vochten zij de stedenbouwkundige vergunning voor de uitbreiding bij de Raad voor Vergunningsbetwistingen aan. In juli 2017 schorste de Raad van State het Gewestelijk Ruimtelijk Uitvoeringsplan voor de uitbreiding.
Om toch nieuwe farmaopslagplaatsen te bouwen in Genk maakte het bedrijf in 2019 bekend te willen uitbreiden op de Hörmann-site ten noordoosten van zijn locatie aan de Transportlaan, waardoor 8 hectare bos verloren zou gaan. Ter compensatie zou het transportbedrijf in Oudsbergen 12 hectare bos aanplanten. In december 2019 ging natuurvereniging BOS+ in beroep tegen deze ontbossingsplannen In juni 2020 schorste de Raad voor Vergunningsbetwistingen de omgevingsvergunning voor de uitbreidingswerken. In februari 2021 raakte bekend dat H.Essers met Bos+ een akkoord had gesloten, waarbij Bos+ zijn verzet tegen de boskap opgeeft, in ruil voor de aanplant van 17,1 ha bos elders (5 hectare meer dan vereist), de belofte het resterende Ferrarisbos niet verder te ontginnen en de biodiversiteit op zijn eigen terreinen te verbeteren.

## Trivia
- Op het bedrijventerrein Genk-Noord, waar ook H.Essers gevestigd is, is een straat vernoemd naar Henri Essers, de Henri Esserslaan.